# عباس حیدری
عباس حیدری (زادهٔ ۱۳۲۳، شیراز - ۱۳۶۰، تهران) نماینده دوره اول مجلس شورای اسلامی از شهرستان بوشهر بود. حیدری با کسب۵۱٫۳ درصد آراء برابر با ۱۸۰۲۷ رای توانست جواز حضور در اولین دوره مجلس شورای اسلامی را به‌دست آورد
در ماه‌های منتهی به انقلاب، به بوشهر منتقل شد. وی ۴ ماه در سمت نمایندگی بود که در جریان اعتراضات سال ۱۳۵۷ میان مردم شناخته می‌شد. حیدری در حادثه انفجار  حزب جمهوری اسلامی در ۷ تیر ۱۳۶۰ کشته شد.
وی در زادگاهش شیراز خاکسپاری شده است.
ولی از اهالی جوادیه (شیراز) میباشد.